# Energía interna
En física, la energía interna (U) de un sistema es un reflejo de la energía a escala macroscópica. Más concretamente, es la suma de:
- la energía cinética interna, es decir, de las sumas de las energías cinéticas de las individualidades que forman un cuerpo respecto al centro de masas del sistema.
- la energía potencial interna, que es la energía potencial asociada a las interacciones entre estas individualidades.[1]

La energía interna no incluye la energía cinética traslacional o rotacional del sistema como un todo. Tampoco incluye la energía potencial que el cuerpo pueda tener por su localización en un campo gravitacional o electrostático externo. 

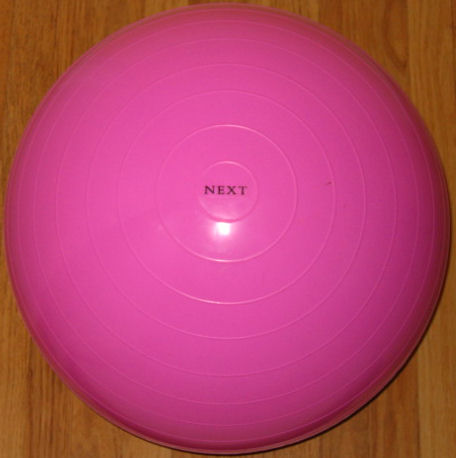
Todo cuerpo posee una energía acumulada en su interior equivalente a la energía cinética interna más la energía potencial interna.

Si pensamos en constituyentes atómicos o moleculares, será el resultado de la suma de la energía cinética de las moléculas o átomos que constituyen el sistema (de sus energías de traslación, rotación y vibración) y de la energía potencial intermolecular (debida a las fuerzas intermoleculares) e intramolecular de la energía de enlace.
- En un gas ideal monoatómico bastará con considerar la energía cinética de traslación de sus átomos.
- En un gas ideal poliatómico, deberemos considerar además la energía vibracional y rotacional de las mismas.
- En un líquido o sólido deberemos añadir la energía potencial que representa las interacciones moleculares.

Desde el punto de vista de la termodinámica, en un sistema cerrado (o sea, de paredes impermeables), la variación total de energía interna es igual a la suma de las cantidades de energía comunicadas al sistema en forma de calor y de trabajo {\displaystyle \Delta U=W+Q} (en termodinámica se considera el trabajo positivo cuando este entra en el sistema termodinámico, negativo cuando sale). Aunque el calor transmitido depende del proceso en cuestión, la variación de energía interna es independiente del proceso, solo depende del estado inicial y final, por lo que se dice que es una función de estado. Del mismo modo {\displaystyle dU} es una diferencial exacta, a diferencia de {\displaystyle \delta Q}, que depende del proceso.

## Funciones cardinales
La energía interna de un sistema depende de su entropía S, de su volumen V y de su número de partículas masivas: U(S,V,{Nj}). Expresa la termodinámica de un sistema en la representación energética. Como Función de estado, sus argumentos son exclusivamente variables extensivas de estado. Junto con la energía interna, la otra función de estado cardinal de un sistema termodinámico es su entropía, como función, S(U',V,{Nj}), de la misma lista de variables extensivas de estado, excepto que la entropía, S, se sustituye en la lista por la energía interna, U. Expresa la representación de entropía.
Cada función cardinal es una función monótona de cada una de sus variables naturales o canónicas. Cada una proporciona su ecuación característica o fundamental, por ejemplo U = U(S,V,{Nj}), que por sí sola contiene toda la información termodinámica sobre el sistema. Las ecuaciones fundamentales para las dos funciones cardinales pueden, en principio, interconvertirse resolviendo, por ejemplo, U = U(S,V,{Nj}) para S, para obtener S = S(U,V,{Nj}).
Por el contrario, las transformadas de Legendre son necesarias para derivar ecuaciones fundamentales para otros potenciales termodinámicos y función de Massieus. La entropía como función sólo de variables de estado extensivas es la única función cardinal de estado para la generación de funciones de Massieu. No se designa habitualmente como "función de Massieu", aunque racionalmente podría considerarse como tal, en correspondencia con el término "potencial termodinámico", que incluye la energía interna.
Para los sistemas reales y prácticos, casi siempre no se dispone de expresiones explícitas de las ecuaciones fundamentales, pero las relaciones funcionales existen en principio. Las manipulaciones formales, en principio, de las mismas son valiosas para la comprensión de la termodinámica.

## Descripción y definición
La energía interna {\displaystyle U} de un estado dado del sistema se determina en relación con la de un estado estándar del sistema, sumando las transferencias macroscópicas de energía que acompañan a un cambio de estado desde el estado de referencia al estado dado:
{\displaystyle \Delta U=\sum _{i}E_{i},}
donde {\displaystyle \Delta U} denota la diferencia entre la energía interna del estado dado y la del estado de referencia,
y las {\displaystyle E_{i}} son las distintas energías transferidas al sistema en los pasos desde el estado de referencia al estado dado.
Es la energía necesaria para crear el estado dado del sistema a partir del estado de referencia. Desde un punto de vista microscópico no relativista, puede dividirse en componentes de energía potencial microscópica, {\displaystyle U_{\text{micro,pot}}}, y energía cinética microscópica, {\displaystyle U_{\text{micro,kin}}}:
{\displaystyle U=U_{\text{micro,pot}}+U_{\text{micro,kin}}.}
La energía cinética microscópica de un sistema surge como la suma de los movimientos de todas las partículas del sistema con respecto al marco del centro de masa, ya sea el movimiento de átomos, moléculas, núcleos atómicos, electrones u otras partículas. Los componentes sumativos algebraicos de la energía potencial microscópica son los de los enlaces de partículas química y nuclear, y los campos de fuerza físicos dentro del sistema, como los debidos a un momento dipolo magnético interno o inducida eléctricamente, así como la energía de deformación de los sólidos (estrés-deformación). Normalmente, la división en energías cinética y potencial microscópicas queda fuera del ámbito de la termodinámica macroscópica.
La energía interna no incluye la energía debida al movimiento o a la localización de un sistema en su conjunto. Es decir, excluye cualquier energía cinética o potencial que el cuerpo pueda tener debido a su movimiento o localización en campos externos gravitacionales, electrostática, o electromagnéticos. Sin embargo, incluye la contribución de dicho campo a la energía debido al acoplamiento de los grados de libertad internos del objeto con el campo. En tal caso, el campo se incluye en la descripción termodinámica del objeto en forma de parámetro externo adicional.
Para consideraciones prácticas en termodinámica o ingeniería, rara vez es necesario, conveniente, ni siquiera posible, considerar todas las energías pertenecientes a la energía intrínseca total de un sistema de muestra, como la energía dada por la equivalencia de masa. Normalmente, las descripciones sólo incluyen los componentes relevantes para el sistema estudiado.  De hecho, en la mayoría de los sistemas considerados, especialmente a través de la termodinámica, es imposible calcular la energía interna total. Por lo tanto, se puede elegir un punto de referencia nulo conveniente para la energía interna.
La energía interna es una propiedad extensiva: depende del tamaño del sistema, o de la cantidad de sustancia que contiene.
A cualquier temperatura superior al cero absoluto, la energía potencial microscópica y la energía cinética se transforman constantemente la una en la otra, pero la suma permanece constante en un sistema aislado (véase la tabla). En la imagen clásica de la termodinámica, la energía cinética desaparece a temperatura cero y la energía interna es puramente energía potencial. Sin embargo, la mecánica cuántica ha demostrado que incluso a temperatura cero las partículas mantienen una energía residual de movimiento, la energía del punto cero. Un sistema en el cero absoluto se encuentra simplemente en su estado de reposo mecánico-cuántico, el estado de menor energía disponible. En el cero absoluto un sistema de composición dada ha alcanzado su mínima entropía alcanzable.
La porción de energía cinética microscópica de la energía interna da lugar a la temperatura del sistema. La Mecánica estadística relaciona la energía cinética pseudoaleatoria de las partículas individuales con la energía cinética media de todo el conjunto de partículas que componen un sistema. Además, relaciona la energía cinética microscópica media con la propiedad empírica observada macroscópicamente que se expresa como temperatura del sistema. Mientras que la temperatura es una medida intensiva, esta energía expresa el concepto como una propiedad extensiva del sistema, a menudo denominada energía térmica, La propiedad de escala entre la temperatura y la energía térmica es el cambio de entropía del sistema.
La mecánica estadística considera que cualquier sistema se distribuye estadísticamente a través de un conjunto de {\displaystyle N} microstados. En un sistema que está en equilibrio termodinámico de contacto con un depósito de calor, cada microestado tiene una energía {\displaystyle E_{i}} y está asociado a una probabilidad {\displaystyle p_{i}}. La energía interna es el valor medio de la energía total del sistema, es decir, la suma de todas las energías de los microestados, cada una ponderada por su probabilidad de ocurrencia:
{\displaystyle U=\sum _{i=1}^{N}p_{i}\,E_{i}.}
Esta es la expresión estadística de la ley de conservación de la energía.

## El enfoque termodinámico: la ecuación fundamental
En termodinámica se deduce la existencia de una ecuación de la forma de la gravedad
{\displaystyle U=U(S,V,N)\qquad }
conocida como ecuación fundamental en representación energética, siendo S, V y N la entropía, el volumen y la cantidad de sustancia en moles, respectivamente.
La importancia de la misma radica en que concentra en una sola ecuación toda la información termodinámica de un sistema. La obtención de resultados concretos a partir de la misma se convierte entonces en un proceso sistemático. 

Si calculamos su diferencial:
{\displaystyle dU=\left({\frac {\partial U}{\partial S}}\right)dS+\left({\frac {\partial U}{\partial V}}\right)dV+\left({\frac {\partial U}{\partial N}}\right)dN}
se definen sus derivadas parciales:
- la temperatura {\displaystyle T={\frac {\partial U}{\partial S}}}
- la presión {\displaystyle P=-{\frac {\partial U}{\partial V}}}
- el potencial químico {\displaystyle \mu ={\frac {\partial U}{\partial N}}}.

Como T, P y {\displaystyle \mu } son derivadas parciales de U, serán funciones de las mismas variables que U:
{\displaystyle T=T(S,V,N)\qquad P=P(S,V,N)\qquad \mu =\mu (S,V,N)}
Estas relaciones reciben el nombre de ecuaciones de estado. Por lo general no se dispone de la ecuación fundamental de un sistema. En ese caso sus sustitución por el conjunto de todas las ecuaciones de estado proporcionaría una información equivalente, aunque a menudo debamos conformarnos con un subconjunto de las mismas.

## Algunas variaciones de la energía interna
Al aumentar la temperatura de un sistema, aumenta su energía interna, reflejada en el aumento de la energía térmica del sistema completo, o de la materia estudiada.
Convencionalmente, cuando se produce una variación de la energía interna manifestada en la variación del calor que puede ser cedido, mantenido o absorbido se puede medir este cambio en la energía interna indirectamente por la variación de la temperatura de la materia.

### Variación sin cambio de estado
Sin que se modifique el estado de la materia que compone el sistema, se habla de variación de la energía interna sensible o calor sensible y se puede calcular de acuerdo a los siguientes parámetros;
{\displaystyle Q=C_{e}m\Delta T\!}
Donde cada término con sus unidades en el Sistema Internacional son:
Q = es la variación de energía o de calor del sistema en un tiempo definido (J).
Ce = calor específico de la materia en [J/(kg·K)].
m = masa.
{\displaystyle \Delta T\!}= temperatura final del sistema - temperatura inicial (K).

#### Ejemplo
Calcular la energía total de un sistema compuesto de 1 g de agua en condiciones normales, es decir a la altura del mar, una atmósfera de presión y a 14 °C para llevarlo a 15 °C, sabiendo que el Ce del agua es = 1 [cal/(g·°C)].
Aplicando la fórmula {\displaystyle Q=C_{e}m\Delta T\!} y reemplazando los valores, tenemos;
Q = 1 [cal/(g·°C)] · 1 [g] · (15 - 14) [°C] = 1 [cal]

### Energía cinética media de un gas ideal
{\displaystyle E_{cm}={\frac {3}{2}}(NKT)={\frac {1}{2}}mNv_{m}^{2}\!}
K = Constante de Boltzmann = 1,38·10-23 J/K
N = Cantidad de moléculas en el gas
{\displaystyle v_{m}\!}=Velocidad media de la molécula
Las propiedades termodinámicas de un gas ideal pueden ser descritas por dos ecuaciones:
La ecuación de estado de un gas ideal clásico que es la ley de los gases ideales
{\displaystyle PV=nRT\,}
y la energía interna a volumen constante de un gas ideal que queda determinada por la expresión:
{\displaystyle U={\hat {c}}_{V}nRT}
donde
- P es la presión
- V es el volumen
- n es la cantidad de sustancia de un gas (en moles)
- R es la constante de los gases (8.314 J·K−1mol-1)
- T es la temperatura absoluta
- U es la energía interna del sistema
- {\displaystyle {\hat {c}}_{V}} es el calor específico adimensional a volumen constante, ≈ 3/2 para un gas monoatómico, 5/2 para un gas diatómico y 3 para moléculas más complejas.

La cantidad de gas en J·K−1 es {\displaystyle nR=Nk_{B}} donde
- N es el número de partículas de gas
- {\displaystyle k_{B}} es la constante de Boltzmann (1.381×10−23J·K−1).

La distribución de probabilidad de las partículas por velocidad o energía queda determinada por la distribución de Boltzmann.

### Variación con modificación de la composición química
Si se produce alteración de la estructura atómica-molecular, como es el caso de las reacciones químicas o cambio de estado, se habla de variación de la energía interna química o variación de la energía interna latente. 
Esta condición de cambio de estado se puede calcular de acuerdo a:
{\displaystyle Q=C_{ce}m\!}
Donde {\displaystyle C_{ce}\!} = Coeficiente de cambio de estado, medido en [J/kg] 

### Variación nuclear
Finalmente, en las reacciones de fisión y fusión se habla de energía interna nuclear.